# سوبارو ۱۰۰۰
سوبارو ۱۰۰۰ (Subaru ۱۰۰۰) خودرویی است که در سال‌های ۱۹۶۶–۱۹۶۹تولید شده‌است.
طراحی آن خودروهای موتور جلو-محور جلو بوده طول آن در حالت طبیعی ۳٬۹۳۰ میلیمتر (۱۵۴٫۷ اینچ)، عرض آن در حالت طبیعی ۱٬۴۸۰ میلیمتر (۵۸٫۳ اینچ)، ارتفاع آن در حالت طبیعی ۱٬۳۹۰ میلیمتر (۵۴٫۷ اینچ) و وزن آن در حالت طبیعی ۶۷۰–۶۹۵ کیلوگرم (۱٬۴۷۷–۱٬۵۳۲ پوند) است.
موتور آن ۹۷۷ سی‌سی است.